# Oksidans
Oksidans je tvar koja prima elektrone i time oksidira druge tvari. Oksidans se uvijek reducira u reakciji.

## Najpoznatiji oksidansi
- Manganov dioksid (MnO2)
- Kalijev permanganat  (KMnO4)
- Elementarni kisik (O2)
- Ozon (O3)
- Kalijev nitrat (KNO3)
- Amonijev nitrat (NH4NO3)
- Natrijev nitrat (NaNO3)
- Elementarni fluor (F2)
- Elementarni klor (Cl2)
- Vodikov peroksid (H2O2)

## Reakcije oksidansa
Manganov dioksid oksidira klorovodičnu kiselinu na elementarni klor i vodu a sebe reducira
na mangan.
Primjer:
- MnO2(s) + 2 CI- + 4 H+ → Mn2+ + CI2(g) + 2 H2O
- Mn2+ + 10 Cl- + 16 H+ → 2 Mn + 5 Cl2(g) + 8 H2O